# Europese kampioenschappen shorttrack 2016
De Europese kampioenschappen shorttrack 2016 werden van 22 tot en met 24 januari 2016 georganiseerd in het IJsberg Schaatspaleis te Sotsji (Rusland). Dit was het stadion waar een kleine twee jaar eerder het shorttrack op de Olympische Winterspelen 2014 werd verreden.

## Medailles

### Mannen
| Onderdeel         | Goud | Goud                                                                         | Zilver | Zilver                                                              | Brons | Brons                                                           |
| ----------------- | ---- | ---------------------------------------------------------------------------- | ------ | ------------------------------------------------------------------- | ----- | --------------------------------------------------------------- |
| 500m              | NED  | Sjinkie Knegt                                                                | RUS    | Semjon Jelistratov                                                  | RUS   | Dmitry Migoenov                                                 |
| 1000m             | RUS  | Semjon Jelistratov                                                           | HUN    | Sandor Shaolin Liu                                                  | RUS   | Dmitry Migoenov                                                 |
| 1500m             | RUS  | Semjon Jelistratov                                                           | HUN    | Sandor Shaolin Liu                                                  | NED   | Freek van der Wart                                              |
| 3000m superfinale | FRA  | Vincent Jeanne                                                               | FRA    | Sébastien Lepape                                                    | POL   | Bartosz Konopko                                                 |
| Klassement        | RUS  | Semjon Jelistratov                                                           | HUN    | Sandor Shaolin Liu                                                  | FRA   | Vincent Jeanne                                                  |
| Aflossing         | NED  | Daan Breeuwsma Sjinkie Knegt Adwin Snellink Dennis Visser Freek van der Wart | HUN    | Csaba Burján Viktor Knoch Shaoang Liu Sandor Shaolin Liu Bence Olah | GBR   | Joshua Cheetham Richard Shoebridge Paul Stanley Jack Whelbourne |

### Vrouwen
| Onderdeel         | Goud | Goud                                                                                | Zilver | Zilver                                                                                                 | Brons | Brons                                                                           |
| ----------------- | ---- | ----------------------------------------------------------------------------------- | ------ | --- | ----- | ------------------------------------------------------------------------------- |
| 500m              | GBR  | Elise Christie                                                                      | NED    | Lara van Ruijven                                                                                       | FRA   | Veronique Pierron                                                               |
| 1000m             | GBR  | Elise Christie                                                                      | NED    | Suzanne Schulting                                                                                      | GER   | Anna Seidel                                                                     |
| 1500m             | GBR  | Elise Christie                                                                      | NED    | Jorien ter Mors                                                                                        | NED   | Suzanne Schulting                                                               |
| 3000m superfinale | GBR  | Charlotte Gilmartin                                                                 | RUS    | Jekaterina Konstantinova                                                                               | NED   | Lara van Ruijven                                                                |
| Klassement        | GBR  | Elise Christie                                                                      | GBR    | Charlotte Gilmartin                                                                                    | NED   | Suzanne Schulting                                                               |
| Aflossing         | NED  | Yara van Kerkhof Jorien ter Mors Lara van Ruijven Suzanne Schulting Rianne de Vries | RUS    | Tatjana Borodoelina Jekaterina Konstantinova Jekaterina Strelkova Jemina Malagitsj Jevgenija Zacharova | ITA   | Cecilia Maffei Lucia Peretti Federica Tombolato Arianna Valcepina Elena Viviani |

## Eindklassementen

### Mannen
| #      | Schaatser          | Land      | Punten |
| ------ | ------------------ | --------- | ------ |
| Goud   | Semjon Jelistratov | Rusland   | 91     |
| Zilver | Shaolin Sándor Liu | Hongarije | 50     |
| Brons  | Vincent Jeanne     | Frankrijk | 44     |
| 4      | Sjinkie Knegt      | Nederland | 40     |
| 5      | Sébastien Lepape   | Frankrijk | 32     |
| 6      | Dmitry Migoenov    | Rusland   | 29     |
| 7      | Bartosz Konopko    | Polen     | 26     |
| 8      | Freek van der Wart | Nederland | 19     |
| 9      | Viktor Knoch       | Hongarije | 7      |
| 10     | Shaoang Liu        | Hongarije | 5      |

### Vrouwen
| #      | Schaatser                | Land                | Punten |
| ------ | ------------------------ | ------------------- | ------ |
| Goud   | Elise Christie           | Verenigd Koninkrijk | 112    |
| Zilver | Charlotte Gilmartin      | Verenigd Koninkrijk | 47     |
| Brons  | Suzanne Schulting        | Nederland           | 42     |
| 4      | Lara van Ruijven         | Nederland           | 35     |
| 5      | Jekaterina Konstantinova | Rusland             | 32     |
| 6      | Anna Seidel              | Duitsland           | 29     |
| 7      | Jorien ter Mors          | Nederland           | 28     |
| 8      | Veronique Pierron        | Frankrijk           | 18     |
| 9      | Jevgenija Zacharova      | Rusland             | 5      |
| 10     | Elena Viviani            | Italië              | 4      |